# 王錫韓
王錫韓（？—？）。山西太平縣人，清代官員。

## 生平
康熙三年（1664年）中式甲辰科三甲進士。康熙十三年（1674年），出任順天府固安縣知縣。